# Typ und Kotyp eines Banach-Raumes
Typ und Kotyp eines Banach-Raumes sind eine Klassifikation von Banach-Räumen und ein Maß dafür, wie weit ein Banach-Raum von einem Hilbert-Raum entfernt ist.
Ausgangspunkt ist die pythagoreische Identität eines Hilbert-Raumes. In einem Hilbert-Raum gilt für orthogonale Vektoren {\displaystyle (e_{k})_{k=1}^{n}} die Identität
{\displaystyle \left\|\sum _{k=1}^{n}e_{k}\right\|^{2}=\sum _{k=1}^{n}\left\|e_{k}\right\|^{2}.}
Dies ist in allgemeinen Banach-Räumen nicht mehr der Fall. Die Orthogonalität wird in der Definition mit Hilfe von Rademacher-Zufallsvariablen formuliert, deshalb spricht man auch von Rademacher-Typ und Rademacher-Kotyp.
Der Begriff geht zurück auf den französischen Mathematiker Jean-Pierre Kahane.

## Definition
Sei 
- {\displaystyle (X,\|\cdot \|)} ein Banach-Raum,
- {\displaystyle (\varepsilon _{i})} eine Folge von unabhängigen Rademacher-Zufallsvariablen, das heißt {\displaystyle P(\varepsilon _{i}=-1)=P(\varepsilon _{i}=1)=1/2} sowie {\displaystyle \mathbb {E} [\varepsilon _{i}\varepsilon _{m}]=0} für {\displaystyle i\neq m} (Orthogonalität) und {\displaystyle \operatorname {Var} [\varepsilon _{i}]=1}.

### Typ
{\displaystyle X} ist vom Typ {\displaystyle p} mit {\displaystyle p\in [1,2]}, falls eine endliche Konstante {\displaystyle C\geq 1} existiert, so dass
{\displaystyle \mathbb {E} _{\varepsilon }\left[\left\|\sum \limits _{i=1}^{n}\varepsilon _{i}x_{i}\right\|^{p}\right]\leq C^{p}\left(\sum \limits _{i=1}^{n}\|x_{i}\|^{p}\right)}
für alle endlichen Folgen {\displaystyle (x_{i})_{i=1}^{n}\in X^{n}}. Die beste Konstante {\displaystyle C} nennen wir Type-{\displaystyle p}-Konstante und notieren sie mit {\displaystyle T_{p}(X)}.

### Kotyp
{\displaystyle X} ist vom Kotyp {\displaystyle q} mit {\displaystyle q\in [2,\infty ]}, falls eine endliche Konstante {\displaystyle C\geq 1} existiert, so dass
{\displaystyle \mathbb {E} _{\varepsilon }\left[\left\|\sum \limits _{i=1}^{n}\varepsilon _{i}x_{i}\right\|^{q}\right]\geq {\frac {1}{C^{q}}}\left(\sum \limits _{i=1}^{n}\|x_{i}\|^{q}\right),\quad {\text{wenn}}\;2\leq q<\infty }
respektive
{\displaystyle \mathbb {E} _{\varepsilon }\left[\left\|\sum \limits _{i=1}^{n}\varepsilon _{i}x_{i}\right\|\right]\geq {\frac {1}{C}}\sup \|x_{i}\|,\quad {\text{wenn}}\;q=\infty }
für alle endlichen Folgen {\displaystyle (x_{i})_{i=1}^{n}\in X^{n}}. Die beste Konstante {\displaystyle C} nennen wir Kotyp-{\displaystyle q}-Konstante und notieren sie mit {\displaystyle C_{q}(X)}.

### Erläuterungen
Durch ziehen der {\displaystyle p}-ten resp. {\displaystyle q}-ten Wurzel erhält man die Gleichung für die (Bochner)-{\displaystyle L^{p}}-Norm.

## Eigenschaften
- Die Gleichung lässt sich auch verkürzt mit der Bochner-Lebesgue-Norm schreiben.
- Jeder Banach-Raum ist von Typ {\displaystyle 1} (folgt aus der Dreiecksungleichung).

Ein Banach-Raum:
- ist von Typ {\displaystyle 2} und Kotyp {\displaystyle 2} genau dann, wenn er isomorph zu einem Hilbert-Raum ist, dann gilt die pythagoreische Identität.
- der vom Typ {\displaystyle p} ist, ist auch vom Typ {\displaystyle p'\in [1,p]}.
- der vom Kotyp {\displaystyle q} ist, ist auch vom Kotyp {\displaystyle q'\in [q,\infty ]}.
- der vom Typ {\displaystyle p} (mit {\displaystyle 1<p\leq 2}) ist, besitzt einen Dualraum {\displaystyle X^{*}} vom Kotyp {\displaystyle p^{*}}, wobei {\displaystyle p^{*}}der konjugierte Index {\displaystyle p^{*}:=(1-1/p)^{-1}} ist. Weiter gilt {\displaystyle C_{p^{*}}(X^{*})\leq T_{p}(X)}[2]

In Banach-Räumen vom Typ {\displaystyle 2} gilt eine Version des zentralen Grenzwertsatz, wie von Jørgen Hoffmann-Jørgensen und Gilles Pisier gezeigt wurde.

## Beispiele
- Die {\displaystyle L^{p}}-Räume für {\displaystyle p\in [1,2]} sind vom Typ {\displaystyle p} und vom Kotyp {\displaystyle 2}, das heißt {\displaystyle L^{1}} ist vom Typ {\displaystyle 1}, {\displaystyle L^{2}} ist vom Typ {\displaystyle 2} usw.
- Die {\displaystyle L^{p}}-Räume für {\displaystyle p\in [2,\infty )} sind vom Typ {\displaystyle 2} und vom Kotyp {\displaystyle p}.
- {\displaystyle L^{\infty }} ist vom Typ {\displaystyle 1} und vom Kotyp {\displaystyle \infty }.[4]